# Волл-стріт джорнел
«Волл-стріт Джорнел» (англ. The Wall Street Journal, WSJ) — щоденна міжнародна англомовна газета, орієнтована на ділові та фінансові новини. Заснована 8 липня 1889 р. Чарлзом Доу, Едвардом Джонсом і Чарльзом Бергстрессером. Одне з найвпливовіших та найбільших американських видань, що публікує статті за тематикою: політика, економіка, бізнес, технології, лайф-стайл тощо. Газета видає європейський та азійський випуски (китайською та японською мовами). WSJ публікується шість днів на тиждень у друкованому та онлайновому форматах.
Назва газети походить від нью-йоркської вулиці Волл-стріт — фінансового центру США. Видання присвячено в першу чергу американським і міжнародним діловим і фінансовим новинам.
У 2007 році її міжнародний щоденний обіг становив понад 2 мільйони екземплярів і приблизно 931 000 передплатників у онлайнової версії. До листопада 2003 року у газети був найбільший у США наклад, поки її не обігнала «Ю-Ес-Ей тудей». Її головний конкурент сьогодні — лондонська «Файненшл таймс», яка також видає кілька міжнародних випусків. Газета була нагороджена Пулітцерівською премією 33 рази.
Майбутнє WSJ широко обговорювалося, починаючи з придбання компанії Доу-Джонс Корпорацією новин Руперта Мердока. Керівний редактор Маркус Брочлі, ветеран газети, який пропрацював у ній 20 років, і перший іноземний кореспондент, сумнівався, що Мердок зможе провести глибокі зміни в газеті. Хоча Брочлі волів залишатися в News Corporation як консультант, його відмова від головної редакційної роботи, якою він займався близько року, породжувала різні чутки про плани Мердока.

## Історія

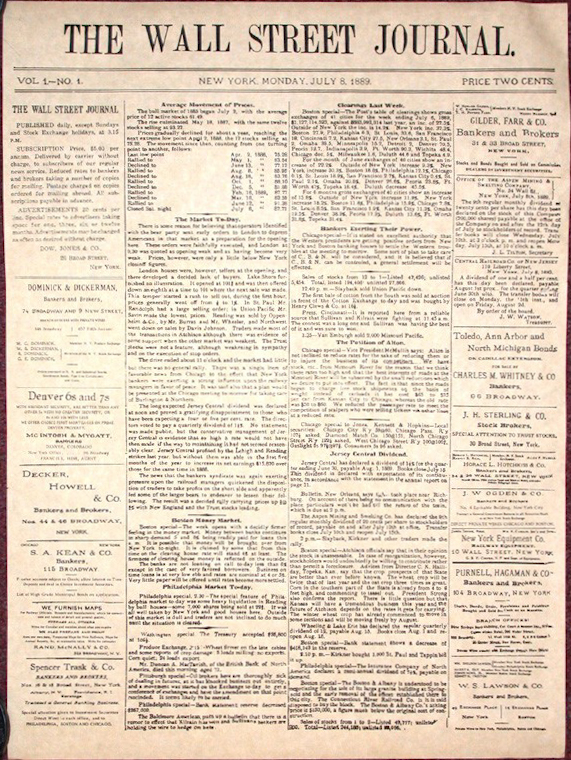
Перша сторінка першого видання «Волл-стріт джорнел» 8 липня 1889 року

Агенція новин Dow Jones & Company, видавник The Wall Street Journal, була заснована у 1882 році репортерами Чарлзом Доу, Едвардом Джонсом і Чарльзом Бергстресором. У 1889 р. Dow Jones & Company вирішила перетворити один зі своїх інформаційних бюлетенів Customer's Afternoon Newsletter на газету під назвою The Wall Street Journal. Перший випуск вийшов 8 липня 1889 р., був чотирисмуговим і коштував 2 центи. Попри те, що Journal швидко знайшов свого читача, його засновники розуміли, що корисність фінансових новин залежить від швидкості їх доставки. Згодом вони відкрили службу новин Dow Jones News Service, яка надавала інформацію через телеграф.
The Wall Street Journal друкував Average — перший із кількох індексів цін акцій і облігацій на Нью-йоркській фондовій біржі. Журналіст Кларенс Беррон купив контрольний пакет акцій компанії за 130 000 дол. в 1902 році; наклад тоді становив приблизно 7000 примірників, але піднявся на 50 000 до кінця 1920-х. Беррон оснастив компанію новітнім друкарським обладнанням і набрав новий штат. Наприкінці 20-х років друкувалося вже 50 тис. екземплярів на день. У 1921 р. заснував видання Barron's, що також належить компанії Dow Jones.
Беррон помер в 1928 році, за рік до Чорного вівторка, краху фондової біржі, який викликав Велику депресію у Сполучених Штатах. Після смерті Беррона, компанію успадкували його падчерки Джейн і Марта, діти його дружини Джессі Уолдрон. Зять Беррона і чоловік Джейн — юрист, який здобув освіту в Гарварді, Х'ю Бенкрофт — керував компанією та газетою протягом наступних п'яти років. Бенкфорт страждав депресією, а у 1933 році наклав на себе руки. Він помер у віці 54 років. Родина Банкфорт зберігала право власності до 2007 року, проте основною рушійною силою газети та компанії став головний редактор The Wall Street — Бернард Кілгор.
«Волл-стріт джорнел» набула сучасного вигляду в 1940-х, під час індустріального розширення Сполучених Штатів і їхніх фінансових установ в Нью-Йорку. У 1941 році керівним редактором газети, а в 1945-му — президентом компанії був призначений Бернард Кілгор. Саме Кілгор був ініціатором особливого дизайну першої стрічки газети з його оглядом «Які новини?». Кілгор розширив тематику газети до різних аспектів бізнесу та економіки відповідно до запитів споживачів, завдяки чому наклад видання зірз від 33 000 примірників у 1941 році до 1,1 мільйона на момент смерті Кілгора в 1967 році. Також завдяки Кілгору в 1947 році газета отримала свою першу Пулітцерівську премію за редакційні статті.
У 1970-х роках агенція Dow Jones випустила тижневик Far Eastern Economic Review, а потім і The Asian Wall Street Journal. У 1980-ті рр. The Wall Street Journal наклад видання досяг 3 млн примірників.
The Wall Street Journal мала відмінну репутацію завдяки видатним діловим новинам та консервативності думок, проте тираж The Wall Street Journal впав в нестабільних 1990-х, відображаючи зростаючі витрати на рекламу газети і викликаючи припущення, що газеті, можливо, доведеться рішуче змінитися, або бути проданою.
У 1999 р. компанія уклала угоду з німецькою видавничою групою Holtzbrinck про обмін пакетами акцій The Wall Street Journal Europe і провідної економічної газети Німеччини Handelsblat. Dow Jones активно розширювала бренд The Wall Street Journal. У 1999 р. побачив світ недільний додаток The Wall Street Journal Sunday, який спочатку з'явився лише у 10 регіональних газетах Америки.
У 1990-х рр. Dow Jones розширює спектр своїх інформаційних проєктів. Просування на телебачення почалося з проєктів Asia Business News в 1993 р і European Business News в 1995 р. Вони послужили базою при створенні телекомпанії CNBC.

### Початок 21 століття
На початку 2000-х підприємство зазнає комерційного краху. У результаті терористичного акту 11 вересня 2001 року постраждав штаб видання, що розташовувався у будівлі навпроти Всесвітнього торгового центру. Частина будівлі була зруйнована, людей евакуювали, а частина співпрацівників пропали безвісти. Не дивлячись на все це, газеті вдалося опублікувати номер наступного дня після катастрофи й доставити його 1,6 млн передплатникам.
У січні 2002 року в Пакистані було викрадено і вбито Даніела Перла — репортера Journal. Крім цих психологічних ударів, газета пережила економічну кризу 2002 року. Згідно з річним звітом, доходи компанії Dow Jones знизилися на 12 % і склали 1,6 млрд доларів. У 2003 році справи пішли вгору, але це стало зрозуміло тільки через 2 роки після того, як було проведено кампанію з річкового зниження цін і скорочення штабу на 16 %. У квітні 2002 року був розроблений новий дизайн (старий вигляд вона зберігала з 1942 р), що став кульмінаційним пунктом довгострокової інвестиційної програми, в результаті якої кількість сторінок збільшилася з 80 до 96. Газета була розділена на 5 рубрик, серед яких з'явилася нова під назвою Personal Journal, де почали друкуватися корисні поради на тему фінансів, здоров'я, способу життя тощо.
У травні 2007 року австралієць-магнат ЗМІ Руперт Мердок запропонував Доу Джонсу викупити видання. Через це кращі репортери та редактори звільнилися. Найболючішим для газети стало звільнення фінансового репортера Хенні Сендера. До речі, він перейшов до видання-конкурета, у «Файненшл Таймс».

## Сучасність
У 1996 році було створено інтернет видання «Волл-стріт джорнел — онлайн», яке транслює новини цього ЗМІ. Станом на травень 2008 року підписка на рік на онлайн-видання коштувала 119 дол.
30 листопада 2004 року компанією Oasys Mobile було розроблено програму для мобільних телефонів. У 2007 року WSJ, почала розширення сайту на міжнародному рівні.
У 2017 року газета припинила випуск друкованих видань за межами США, залишивши лише для онлайн версію по всьому світу.
29 березня 2023 року, у російському Єкатеринбурзі співробітники ФСБ затримали журналіста The Wall Street Journal Евана Гершковича нібито за «шпигунство». У відповідь на це, 30 березня 2023 року, Держсекретар Сполучених Штатів Ентоні Блінкен закликав американців покинути територію Росії.

### Соціальні мережі та аудиторія
Газета має власний канал YouTube — майже 603 тисячі підписників, Твіттер — 15 мільйонів читачів та сторінку Facebook, у якому «Джорнал» читають близько 6 мільйонів користувачів.
Видання позиціонує себе як спеціалізоване. У 2005 році WSJ повідомив про характеристики свого середнього читача: приблизно 60 % входить до вищого виконавчого керівництво, середній дохід становить 191 000 дол., а середній вік — 55 років. З моменту покупки в 2007 році газети компанією австралійського медіамагната Руперта Мердока аудиторія видання зросла на 20 %.
За статистикою 2017 року, 62 % аудиторії становили чоловіки, 38 % — жінки. Середній вік читачів — 43 роки. Сімейний дохід у середньому складає 242 007 дол.
Станом на лютий 2022 року, аудиторія The Wall Street Journal складає більш, ніж 3,5 млн читачів — на 13 % більше за 2020 рік. У той час, як кількість читачів цифрового контенту зросла на 19 % і складає 2,9 млн. Це рекордна цифра за весь час існування газети.

## Подкасти
- Незвичайний бізнес UBS
- Секрети багатих жінок
- WSJ «Майбутнє»
- Програма даних
- Погані ставки
- Брифінг про ваші гроші
- Думка: вільний вираз Журнал.
- Думка: Потомакський годинник
- Як ми працюємо
- Хвилинний брифінг
- Які новини
- Брифінг технічних новин

## Пулітцерівські премії
- Визначна подача сенсаційного матеріалу (1964)
- Розкриття національної теми (1985)
- Міжнародний репортаж (1991)
- Міжнародний репортаж (1996)
- Розкриття національної теми (1997)
- Розкриття національної теми (1997)
- Міжнародний репортаж (1999)
- Розкриття національної теми (2000)
- Видатна подача сенсаційного матеріалу (2002)
- Майстерність (2003)
- Розкриття національної теми (2004)
- Міжнародний репортаж (2007)
- За служіння суспільству (2007)
- Міжнародний репортаж (2008)
- Розкриття національної теми (2009)
- Майстерність (2011)
- Міжнародний репортаж (2011)
- Розкриття національної теми (2011)
- Майстерність (2012)
- За служіння суспільству (2015)
- Визначне розслідування (2015)

## Рекламні кампанії та маркетинг
The Wall Street Journal віддають перевагу маркетингу замість розпродажу. Пітер Канн дав зрозуміти, що його не приваблюють методи прямого просування товару. «Ми не бажаємо користуватися різними хитрощами й трюками. Подивіться, як багато ЗМІ привертають увагу споживача „Гей, візьми цей стільниковий телефон і отримаєш 13-тижневу передплату на нашу газету!“. Ми вважаємо, що краще наголошувати на тому, що собою представляє наш продукт. Ми, звичайно ж, робили ознайомлення з пропозицією, але продаємо наш продукт за повну ціну, адже вважаємо, що ця ціна справедлива. Така позиція зробила нас новаторами на теренах глобальної мережі. The Wall Street Journal існує так довго, що їй нема потреби пояснювати свою цільову аудиторію — кожен і так знав, що вона робила. У телевізійних шоу та фільмах газета використовується як символ „бізнесу“, аналогічно до того, як The Times символізує Велику Британію».
Протягом багатьох років газета з'являлася в епізодах багатьох фільмів: вперше у  комедії «У джазі тільки дівчата» 1959 року. Канн також стверджує: «Нам потрібно конкретизувати переваги нашого продукту. І, звичайно ж, коли ми вносимо значні зміни в наше видання, ми всіляко це рекламуємо і запевняємо нашого постійного читача, що всі ці зміни будуть доброчинний насамперед для нього».
Він знову згадував модернізацію газети 2002 р. Рекламна кампанія у пресі, що висвітлювала цю подію, була помірковано класичною. Вона злегка пародіювала серйозний імідж WSJ і водночас запевняла своїх шанувальників, що їхня улюблена газета не збирається змінюватися до невпізнання. У рекламі були висвітлені перші смуги газети, «загримовані» під Cosmopolitan, Rolling Stone, журнал для автолюбителів і комікси. Заголовок під кожною смугою говорив «Забраковано». У цій рекламі майстерно обігравались різні сприйняття Journal і одночасно на перший план висували неупередженість газети. У наміри The Wall Street Journal не входило недбале поводження зі своїми принципами та традиціями для нечисленної молодіжної аудиторії. (Газета досі зберегла один зі своїх витончених стилістичних прийомів — поміщати серед новин портрети людей, виконані в манері пуантилізму; їх створив художній відділ).
Канн, однак, погоджується, що відоме минуле не гарантує газеті безсмертя: «Бренди-довгожителі не виживають самі по собі — вони продовжують існувати завдяки своїй сучасності та значущості. Коли йдеться про довіру, тут без сумніву допомагає багаторічна репутація. Хоча може здаватися, що створити успішний медіабренд можливо лише за десятиліття: CNBC — (заснована у 1989 р.) є солідним медіабрендом на телебаченні; Вlоомberg старший за неї менш ніж на 20 років».
Подібний досвід можна отримати, коли бренд виходить на ринок, де він менш відомий; це виявила The Wall Street Journal при спробі виходу на ринки Азії та Європи. Заступник видавця Дік Тофель наголошував, що там, де репутація газети не є її візитною карткою, спостерігається чітка кореляція між методами маркетингу та ступенем популярності бренду. «У США нас не треба представляти.
В Азії ми майже досягли того ж становища. І в Європі нас уже знають набагато краще, ніж п'ять років тому. Це завдяки тому, що за останні п'ять років ми вклали у маркетинг у Європі набагато більше коштів. І все-таки газета залишається насамперед американським продуктом, чий тираж на внутрішньому ринку сягає 1,8 млн (крім онлайн-передплатників) у порівнянні з тиражами європейського (100 769) та азійського The Asian Wall Street Journal — 84 467 видань. Будучи, фактично, лідером на внутрішньому ринку, в Європі та Азії газета конкурує з Financial Times. Але, враховуючи наслідки катастрофи 11 вересня та в недавньому минулому, жорсткі та досить болючі заходи щодо скорочення витрат — The Wall Street Journal тепер може зосередитися на висвітленні економічної кон'юнктури, а не пристосовуватися до неї».
Наприкінці лютого 2015 року, The Wall Street Journal почала нову маркетингову кампанію під назвою «Make time», метою якої є розширення аудиторії в умовах жорстокої конкуренції в бізнес-журналістиці.
Ідея проста: у всіх людей, навіть дуже зайнятих і вельми успішних, є час на те, щоб почитати газету. Не обов'язково в друкованому варіанті: технології дозволяють це робити, не відриваючись від екрану комп'ютера або гаджета. Відеоролики на цю тему були розміщені на станціях метро Нью-Йорка, у ділових районах Токіо, на відеоекранах міжнародних рейсів, у бізнес-залах Хітроу і Лондона.
За словами Джерарда Бейкера, головного редактора The Wall Street Journal, керівництво популярного ЗМІ прагне донести амбітним людям, наскільки ця газета може бути для них цінною та корисною. Маркетингову кампанію підтримали такі знамениті персони як модельєр Торі Батч, генеральний директор SAP Білл Макдермотт і учасник групи The Black Eyeds Peas, репер Will.i.am. В одному з рекламних роликів, Will.i.am кидає всю роботу, щоб розслабившись, у тихій кімнаті почитати The Wall Street Journal.
«Головними труднощами на шляху залучення нових читачів є їх зайнятість. Показуючи, що навіть самі зайняті люди світу знаходять хвилинку для читання нашої газети, ми показуємо її справжню цінність», — повідомив Ісаак Сілверглейт, креативний директор маркетингової кампанії.

## Франчайзінг
Воістину геніальним кроком The Wall Street Journal стало створення в 1996 р. сервісного центру, що займається адресною онлайн-розсилкою на вебсайті газети. На той час це було радикальним рішенням. Коні пояснює:
Мені здавалося недоцільним безкоштовно надавати інформацію по наших каналах, за користування яких ми платимо. Якщо у нас є цінна друкована інформація, нелогічно надавати її безкоштовно онлайн.
Канн завжди вважав, що продукт, маючи репутацію точного та надійного, можна легко перенести на інші інформаційні носії. Під час перебування в Гонконгу він висвітлював події в Азії для The Wall Street Journal та всіляко сприяв випуску азійської версії видання. Дебют The Asian Wall Street Journal відбувся у 1976 р. з Канном у ролі головного редактора й видавця. Він каже:
Замість слова «бренд» я волію говорити «франшиза». Американське видання The Wall Street Journal, по суті, передбачає собою франшизу, яку ми надзвичайно вдало розширили і географічно, і технічно.
Наводячи в приклад такі продукти, як SmartMoney та CNBC, а також програми, що випускаються іноземними мовами, Канн каже, що в порівнянні з іншими виданнями, газета розширювала свій бренд «більш агресивно, використовуючи новаторські методи». Він вважає, що таким газетам, як Financial Times, The Washington Post і The New York Times, потрібно буде час, щоб наздогнати Journal. Для Канна, як і для більшості медіадиректорів, все зводиться до довіри. Такий бренд, як The Wall Street Journal, зможе стати помітним серед лавини інформації, яка обрушилася на нинішніх капіталів бізнесу. Вони на нього покладаються:
Є безліч джерел, з яких можна отримати інформацію, але наскільки ви їм довіряєте? Той факт, що під рукою сотні веб-сайтів і професійних журналів, мабуть, навіть допомагає нам, оскільки читачі покладаються на наше судження. Вони хочуть отримувати найважливіші та найактуальніші відомості. Ви не збираєтеся доручати важливу справу тому, кому не довіряєте.
Канн звертає увагу на те, що Dow Jones Newswires щодобово доставляє близько 8 тис. повідомлень. "Це непідйомна кількість для систематизації. Тому вам потрібен хтось, хто б відібрав інформацію, проаналізував і помістив у контекст. Саме це у нас виходить особливо вдало. Для збереження цієї довіри The Wall Street Journal керується певними принципами: використовує анонімні джерела та чітко розмежовує на сторінках газети новини й думки.
Він також додає, що тягар довіри тягне за собою довіру The Wall Street Journal сильніше, ніж над іншими виданнями, оскільки читачі, приймаючи відповідальні рішення, багато в чому покладаються на його публікації. «Якщо ви наплутаєте зі спортивною інформацією, ніхто від цього не постраждає. Але якщо ви дасте невірне висвітлення подій на фондовому ринку, це може мати важкі наслідки». В огляді, присвяченому найбільш впливовим людям бізнесу згадані заслуги Пола Стейджера, головного редактора довіри Journal: «Як видавець довіри The Wall Street Journal — газети, що встановлює правила для американського бізнесу, — Стейджер може впливати на ринки й вселяти порох у серця перших осіб усього світу» (Zaihgeisters., Fortune, 11 August 2003). Але підтверджує: «Заради справедливості слід сказати, що газета має величезний вплив, і ми надзвичайно серйозно підходимо до проблеми нашої відповідальності. Факти перед публікацією піддаються перевірці, а часом і подвійній перевірці». Стейджер каже, що краще день почекати, ніж опублікувати відомості, яким не вистачає виваженості або останніх, життєво важливих рисок.
«Наш читач — це людина, яка займається бізнесом у будь-якій точці світу й бажає бути в курсі сучасних тенденцій і подій у цій галузі». Газета змінилася разом із читачем. Попри те, що перетворення в газеті, зроблені у 2002 р., були до смішного нікчемні, в них все ж таки відбито той поступовий зсув від виключно фінансової інформації в бік більш загальних новин, поданих через бізнес.
Канн наголошує, що успіх будь-якої інформаційної франшизи залежить від актуальності її основного продукту. «Ми маємо постійно розвиватися. Ми зобов'язані показувати мінливий характер підприємництва, його настрої та реакції, відповідати інтересам нашої аудиторії або навіть передбачати їх». Все це не передбачає відкриття нових рубрик про спорт, суспільство чи розваги — ідея, яка особливо імпонує Канну — переоцінка й перегляд суті бізнесу. «Так, наприклад, ще 20 років тому ми зрозуміли, що саме технології змінять бізнес. Тому ми збільшили кількість наших матеріалів, присвячених технологіям, розвитку сфери послуг, на кшталт, маркетингу та консалтингу, і збільшили свої розділи відповідної тактики. Коли з'явилися тенденції до індивідуального інвестування, газета почала розвивати тему розміщення особистих коштів потребам цієї спільноти», — резюмує Канн. Дік Тофель, місцевий видавець випусків The Wall Street Journal помічав, що своїм впливовим становищем на ринку газета багато в чому зобов'язана існуванню Dow Jones Newswires: «Ми єдина ділова газета, яка має також службу фінансових новин, що працює в реальному часі. Це нам допомогло, коли ми запроваджували платний доступ до наших онлайн-ресурсів. У той час як багато газетних актів походять один на одного, наш виділяється цією особливістю. Зрештою, ще до створення газети, ми розсилали новини саме в реальному часі».

## Додаткова та цікава інформація
Dow Jones & Co., підрозділ News Corp, видає The Wall Street Journal, Barron's, MarketWatch, Factiva та Dow Jones Newswires.
The Wall Street Journal поділяє новини та думки. Відділ новин, очолюваний головною редакторкою Емма Такер, працює незалежно від сторінок думок, якими керує редактор редакційної сторінки Пол Жіго. Обидва звітуються генеральному директору Dow Jones Альмару Латуру. Ця давня практика покликана забезпечити процвітання обох відділів. Новинки пропонують читачам найвищі стандарти суворих, заснованих на фактах і неупереджених новин, у той час як сторінки думок пропонують безліч авторів, які роблять свій внесок у суспільні дебати в США та інших країнах, просуваючи принципи вільних людей і вільних ринків. Журнал прагне чіткого маркування, щоб читачі знали, коли вони читають редакційну або авторську статтю, а не статтю новин.
Новинний відділ The Wall Street Journal працює незалежно від корпоративних груп, що займаються маркетингом, продажем реклами та загальними діловими операціями. Ця незалежність гарантує, що висвітлення журналу залишиться вільним від зовнішнього впливу або комерційних міркувань. Це зобов'язання так само старе, як і сам журнал, який відзначив у своєму першому випуску від 8 липня 1889 року: «Основні принципи ведення нашого новинного бізнесу такі: отримувати новини, публікувати їх негайно, чи то бичачі, чи ведмідь. Жоден оператор не контролює та не може контролювати наші новини. Ми пишаємося довірою, наданою нашій роботі. Ми хочемо зробити його кращим. І ми хочемо, щоб новини завжди були чесними, розумними та неупередженими».
Компанія прагне проводити вдумливі бесіди між учасниками цілої низки історій щодня. Журнал закликає передплатників приєднатися до розмов з іншими читачами. Новинки, які найкраще відображають освітлення дня, відкриваються для коментарів редакторами та репортерами, часто з підказкою. Усі думки відкриті для коментарів. Ви можете знайти список новин, які відкриті для відповідей у полі «Приєднатися до розмови» у правій частині сторінки статті. Відповіді перевіряються фільтром штучного інтелекту на токсичність, а також можуть модеруватись журналістами з нашої команди Audience Voices. Ми не редагуємо відповіді та не практикуємо цензуру, але вимагаємо від наших читачів дотримання наших правил коментування. Читач може написати за адресою moderator@wsj.com з будь-якими питаннями чи коментарями щодо процесу модерації.
Журнал підтримує відкриту реакцію на критику, чесно досліджує потенційні помилки та публікує повні виправлення, коли це виправдано. Читачі можуть повідомляти нам про будь — які помилки в новинних статтях електронною поштою або за телефоном. Див. останні виправлення.
Wall Street Journal публікує щомісячний бюлетень про мову, стиль, стандарти та питання журналістської практики під назвою Style & Substance. Спочатку випущений у 1987 році, сьогодні він доступний читачам в Інтернеті.
Щодо анонімних джерел, WSJ вважає, що офіційні джерела завжди кращі, тому що вони можуть нести особисту відповідальність за те, що вони говорять, і, як правило, в результаті вони з більшою ймовірністю будуть скрупульозно точними. Читачі також можуть краще оцінити надійність тих, чиї особи надані. Практика компанії полягає в тому, щоб з самого початку інтерв'ю переконатися, що і репортер, і людина, у якої беруть інтерв'ю, розуміють основні правила, включаючи те, чи називатиметься вона чи вона на ім'я.

## Команда Wall Street Journal
- Емма Такер — головна редакторка The Wall Street Journal;
- Джейсон Андерс — заступник головного редактора;
- Ніл Ліпшуц — заступник головного редактора;
- Карен Міллер Пенсьєро — керуючий редактор;
- Торольд Баркер — редактор, Європа;
- Олена Черней — редактор, репортер;
- Ендрю Доуелл — редактор, Азія;
- Ентоні Галлоуей — керівник глобального відділу відео та аудіо;
- Гленн Холл — редактор, професійні новини;
- Брент В. Джонс — редактор відділу культури, навчання та інформаційно-роз'яснювальної роботи;
- Алекс Мартін — головний редактор друку; Майкл В. Міллер — старший редактор, Features & WSJ Weekend;
- Емма Муді — редактор стандартів та етики;
- Шазна Несса — головний візуальний редактор;
- Метью Роуз — корпоративний редактор;
- Майкл Сіконольфі — редактор відділу розслідувань;
- Пол Беккет — керівник репортерської служби у Вашингтоні;
- Шейла Кортер — редактор, програмування; Тоня Коуен — директор з графіки;
- Даррен Еверсон — заступник головного редактора новин;
- Гордон Фейрклаф — керівник відділу світового репортажу;
- Чарльз Форель — начальник фінансового відділу;
- Люсі Гілмор — фото директор;
- Емілі Гіттер — редактор Weekend Business and Finance;
- Хізер Хальберштадт — редактор особняка;
- Патрік Хедлунд — редактор соціальних мереж/поза платформою;
- Джеймі Хеллер — керівник відділу корпоративного репортажу;
- Дженніфер Дж. Хікс — заступник головного редактора новин;
- Дейл Храбі — редактор Off Duty; Стефані Ігенфріц — керівник відділу охорони здоров'я та науки;
- Філіп Іззо — заступник головного редактора новин;
- Кімберлі Джонсон — керівник відділу новин про швидкість та тенденції;
- Олександра Каптік — головний редактор;
- Кім Ласт — редактор, жива журналістика та спеціальний контент;
- Грейн Маккарті — заступник головного редактора новин;
- Емілі Нельсон — керівник репортерської служби в США;
- Крістіна О'Ніл — WSJ. Редактор журналу; Кейт Ортега — AME Operations;
- Брюс Оруелл — редактор Global Sports;
- Гері Розен — редактор Weekend Review; Лідія Серота — керівник відділу новин; Ніккі Уоллер — керівник репортерської служби життя та роботи;
- Стівен Віснефські — AME, Талант.